# ダイタクバートラム
ダイタクバートラム（欧字名:Daitaku Bertram、1998年4月6日 - 2023年4月25日）は、日本の競走馬、種牡馬。主な勝ち鞍に2003年の阪神大賞典、2004年のステイヤーズステークス、北九州記念。
半兄はマイル重賞で活躍したダイタクリーヴァ、近親にはダイタクヘリオスがいる。

## 戦績
デビューは3歳になった2001年の2月と、比較的遅かった。ダートの新馬戦を2度使われ、3戦目に芝の未勝利戦で初勝利を挙げる。4戦目には毎日杯に挑戦し3着となるなどの好走を見せていた。しかしその後は人気を集めたものの、勝ちきれないレースが続き、クラシックには出走できなかった。牝系は短距離血統であり、秋に復帰して以降もマイルから中距離のレースに出走し、人気は集めていたが結果は出せなかった。それでも2002年の小倉大賞典では格上挑戦ながら3着に入り、3月には但馬ステークスも勝って、オープン入りも果たしている。ここまで14戦して掲示板を外したのは1戦と堅実な走りを見せていた。
転機となったのは、2002年のステイヤーズステークスである。このレース以前は2000メートル以下のレースにしか使われていなかったが、いきなりの距離延長にもかかわらず、ホットシークレットの2着に入って2度目のオープン入りを果たした。続く2003年の万葉ステークスでオープンクラス初勝利を挙げると、以降長距離戦で安定した走りを見せるようになる。ダイヤモンドステークス3着をはさんで、武豊騎乗で出走した阪神大賞典では、単勝1番人気に応えて重賞初制覇を果たした。続く第127回天皇賞（春）でも、1番人気に支持された。しかしここでは直線で不利を受け、ヒシミラクルから0秒1差の3着に敗れた。
続く宝塚記念では5番人気と人気を落とし、6着に入っている。その後、蹄の内部に蟻の巣が這うような状態になる蟻洞という病気を発症して、長期休養に入ることになった。休養を経て2004年4月に復帰したあとは宝塚記念で11着に大敗するなど、不甲斐ないレースが続いていた。しかし4戦目に6番人気で小牧太を背に臨んだ北九州記念を、1分44秒1というレコードタイムで勝利し、中距離の重賞でも勝ち鞍をあげた。
アルゼンチン共和国杯で4着に敗戦後、ミルコ・デムーロに乗り替わったステイヤーズステークスでは、2周目第4コーナー手前から進出して後続に3馬身差をつけて勝利。続く有馬記念でも、武豊騎乗で4着に好走している。翌2005年の京都記念8着から天皇賞を目指していたが、繋靭帯炎を2度発症。同年のアルゼンチン共和国杯で復帰するも15着に敗れ、引退となり、種牡馬入りが決まった。

## 競走成績
以下の内容は、netkeiba.comの情報に基づく。
| 競走日     | 競馬場 | 競走名               | 格     | 距離（馬場）  | 頭数 | 枠番 | 馬番 | オッズ （人気） | 着順 | タイム （上がり3F） | 着差 | 騎手        | 斤量[kg] | 1着馬（2着馬）         | 馬体重 |
| ---------- | ------ | -------------------- | ------ | ------------- | ---- | ---- | ---- | --------------- | ---- | ------------------- | ---- | ----------- | -------- | ---------------------- | ------ |
| 2001.02.03 | 京都   | 3歳新馬              |        | ダ1800m（重） | 8    | 2    | 2    | 004.8（04人）   | 05着 | 01:56.9（40.0）     | -3.0 | 武豊        | 55       | マジックワード         | 510    |
| 0000.02.18 | 京都   | 3歳新馬              |        | 芝1400m（良） | 15   | 8    | 14   | 003.8（02人）   | 03着 | 01:23.6（35.4）     | -0.0 | 安藤勝己    | 55       | ブレーブティック       | 502    |
| 0000.03.03 | 阪神   | 3歳未勝利            |        | 芝1600m（良） | 13   | 7    | 11   | 001.3（01人）   | 01着 | 01:36.9（35.8）     | -0.1 | 武豊        | 55       | （エルウェープリンス） | 492    |
| 0000.03.24 | 阪神   | 毎日杯               | GIII   | 芝2000m（良） | 11   | 7    | 9    | 034.4（04人）   | 03着 | 02:00.4（35.7）     | -1.8 | 河内洋      | 55       | クロフネ               | 492    |
| 0000.04.14 | 阪神   | 若草S                | OP     | 芝2200m（良） | 8    | 1    | 1    | 003.6（02人）   | 02着 | 02:13.9（36.2）     | -0.0 | 河内洋      | 55       | マイネルライツ         | 484    |
| 0000.05.04 | 京都   | 京都新聞杯           | GII    | 芝2000m（良） | 17   | 8    | 17   | 008.0（03人）   | 07着 | 02:00.9（36.6）     | -1.1 | 河内洋      | 56       | テンザンセイザ         | 482    |
| 0000.06.02 | 中京   | 3歳500万下           |        | 芝2000m（良） | 9    | 6    | 6    | 001.8（01人）   | 02着 | 02:01.2（35.4）     | -0.2 | 河内洋      | 55       | アサカゲイル           | 476    |
| 0000.11.04 | 京都   | 3歳上500万下         |        | 芝2000m（良） | 16   | 4    | 8    | 003.4（01人）   | 01着 | 02:02.3（35.5）     | -0.2 | 武豊        | 55       | （エイユーモンスター） | 490    |
| 0000.11.25 | 東京   | アプローズ賞         | 1000万 | 芝1600m（良） | 9    | 4    | 4    | 002.6（01人）   | 02着 | 01:34.6（34.8）     | -0.2 | 武豊        | 55       | ウインブレイズ         | 482    |
| 0000.12.08 | 阪神   | 3歳上1000万下        |        | 芝2000m（良） | 9    | 8    | 9    | 001.7（01人）   | 01着 | 02:00.7（34.5）     | -0.3 | 武豊        | 55       | （ゼンノショウグン）   | 484    |
| 2002.01.14 | 京都   | 寿S                  | 1600万 | 芝1800m（良） | 10   | 7    | 8    | 001.3（01人）   | 02着 | 01:46.8（34.2）     | -0.1 | 武豊        | 56       | アンクルスーパー       | 490    |
| 0000.02.03 | 小倉   | 小倉大賞典           | GIII   | 芝1800m（良） | 16   | 7    | 13   | 002.5（01人）   | 03着 | 01:48.3（36.4）     | -0.3 | 武豊        | 53       | タマモヒビキ           | 490    |
| 0000.03.03 | 中山   | アクアマリンS        | 1600万 | 芝1600m（良） | 14   | 6    | 10   | 002.2（01人）   | 03着 | 01:33.8（34.6）     | -0.4 | Ｍ.デムーロ | 56       | イカルスドリーム       | 484    |
| 0000.03.24 | 阪神   | 但馬S                | 1600万 | 芝2000m（良） | 8    | 4    | 4    | 001.5（01人）   | 01着 | 02:00.6（35.0）     | -0.2 | 河内洋      | 56.5     | （エイシンワンシャン） | 488    |
| 0000.04.20 | 京都   | オーストラリアT      | OP     | 芝1800m（良） | 14   | 2    | 2    | 004.0（02人）   | 07着 | 01:45.9（34.8）     | -0.2 | 武豊        | 56       | タフネススター         | 488    |
| 0000.06.02 | 中京   | 愛知杯               | GIII   | 芝2000m（良） | 12   | 8    | 12   | 003.7（02人）   | 05着 | 02:00.8（36.5）     | -0.5 | 河内洋      | 55       | トウカイパルサー       | 492    |
| 0000.06.29 | 阪神   | 垂水S                | 1600万 | 芝2000m（良） | 9    | 3    | 3    | 004.0（02人）   | 03着 | 01:59.8（35.3）     | -0.6 | 河内洋      | 57.5     | チアズブライトリー     | 498    |
| 0000.07.21 | 東京   | 天の川S              | 1600万 | 芝2000m（稍） | 12   | 6    | 8    | 003.6（01人）   | 04着 | 01:57.4（34.5）     | -0.6 | 安藤勝己    | 57.5     | チアズブライトリー     | 498    |
| 0000.10.20 | 福島   | カブトヤマ記念       | GIII   | 芝1800m（良） | 14   | 2    | 2    | 006.7（02人）   | 08着 | 01:50.1（37.1）     | -0.7 | 高橋亮      | 54       | ウインブレイズ         | 504    |
| 0000.11.09 | 中山   | ノベンバーS          | 1600万 | 芝1800m（良） | 11   | 8    | 11   | 005.5（04人）   | 02着 | 01:48.3（34.2）     | -0.0 | 後藤浩輝    | 57       | ハッピーパス           | 502    |
| 0000.11.30 | 中山   | ステイヤーズS        | GII    | 芝3600m（良） | 11   | 1    | 1    | 006.9（04人）   | 02着 | 03:45.6（34.3）     | -0.0 | 江田照男    | 57       | ホットシークレット     | 502    |
| 2003.01.11 | 京都   | 万葉S                | OP     | 芝3000m（良） | 9    | 3    | 3    | 001.4（01人）   | 01着 | 03:09.1（33.3）     | -0.2 | 武豊        | 56       | （アクティブバイオ）   | 506    |
| 0000.02.16 | 中山   | ダイヤモンドS        | GIII   | 芝3200m（稍） | 13   | 2    | 2    | 003.1（01人）   | 03着 | 03:24.0（36.9）     | -0.3 | 江田照男    | 57       | イングランディーレ     | 500    |
| 0000.03.23 | 阪神   | 阪神大賞典           | GII    | 芝3000m（良） | 15   | 5    | 9    | 002.2（01人）   | 01着 | 03:05.9（34.1）     | -0.2 | 武豊        | 57       | （コイントス）         | 506    |
| 0000.05.04 | 京都   | 天皇賞（春）         | GI     | 芝3200m（良） | 18   | 6    | 12   | 002.0（01人）   | 03着 | 03:17.1（35.6）     | -0.1 | 武豊        | 58       | ヒシミラクル           | 506    |
| 0000.06.29 | 阪神   | 宝塚記念             | GI     | 芝2200m（良） | 17   | 8    | 17   | 013.8（05人）   | 06着 | 02:12.4（36.2）     | -0.4 | 武豊        | 58       | ヒシミラクル           | 512    |
| 2004.04.10 | 阪神   | 大阪-ハンブルクC     | OP     | 芝2500m（良） | 10   | 7    | 8    | 005.7（03人）   | 05着 | 02:32.5（36.1）     | -0.6 | 小牧太      | 58.5     | ヴィータローザ         | 492    |
| 0000.05.22 | 東京   | 目黒記念             | GII    | 芝2500m（稍） | 18   | 1    | 2    | 008.6（04人）   | 06着 | 02:31.0（35.0）     | -0.5 | 小牧太      | 58.5     | チャクラ               | 496    |
| 0000.06.27 | 阪神   | 宝塚記念             | GI     | 芝2200m（良） | 15   | 4    | 7    | 031.2（08人）   | 11着 | 02:12.8（35.7）     | -1.7 | 小牧太      | 58       | タップダンスシチー     | 508    |
| 0000.07.18 | 小倉   | 北九州記念           | GIII   | 芝1800m（良） | 13   | 8    | 12   | 013.8（06人）   | 01着 | 01:44.1（34.3）     | -0.0 | 小牧太      | 57       | （メイショウカイドウ） | 504    |
| 0000.10.10 | 京都   | 京都大賞典           | GII    | 芝2400m（良） | 10   | 7    | 8    | 011.9（04人）   | 05着 | 02:26.1（35.2）     | -0.9 | 小牧太      | 57       | ナリタセンチュリー     | 500    |
| 0000.11.07 | 東京   | アルゼンチン共和国杯 | GII    | 芝2500m（良） | 14   | 3    | 3    | 012.4（05人）   | 04着 | 02:34.2（33.7）     | -0.4 | 小牧太      | 58.5     | レニングラード         | 494    |
| 0000.12.04 | 中山   | ステイヤーズS        | GII    | 芝3600m（良） | 14   | 5    | 7    | 002.0（01人）   | 01着 | 03:44.8（33.9）     | -0.5 | Ｍ.デムーロ | 57       | （グラスポジション）   | 498    |
| 0000.12.26 | 中山   | 有馬記念             | GI     | 芝2500m（良） | 15   | 5    | 8    | 011.2（05人）   | 04着 | 02:30.0（34.9）     | -0.5 | 武豊        | 57       | ゼンノロブロイ         | 498    |
| 2005.02.19 | 京都   | 京都記念             | GII    | 芝2200m（重） | 12   | 7    | 9    | 006.3（03人）   | 08着 | 02:17.3（36.7）     | -1.6 | 安藤勝己    | 58       | ナリタセンチュリー     | 504    |
| 0000.11.06 | 東京   | アルゼンチン共和国杯 | GII    | 芝2500m（良） | 18   | 7    | 14   | 039.5（15人）   | 15着 | 02:34.4（36.6）     | -2.0 | 江田照男    | 58       | サクラセンチュリー     | 490    |

## 種牡馬生活
2006年から日高スタリオンステーションで種牡馬入りした。初年度の種付け料は牡馬誕生後20万円、牝馬無料に設定された。日高での供用5年間で42頭に種付けし22頭が血統登録されたが、目立った成績の産駒は出ていない。2009年9月25日船橋競馬場第4レース（ダート1000メートル）では、元プロ野球選手の新庄剛志がオーナーのタノシンジョイがデビュー戦で勝ち、話題となった。2010年11月に十勝軽種馬農協種馬所へ移動し、2011年に中川郁夫牧場で供用されたが種付け記録はない。
2011年11月1日付で種牡馬を引退し、引退名馬繋養展示事業の助成対象となった。2012年8月、ホーストラスト北海道に移動し、同地で余生を送っていたが、2023年4月25日に死亡した。

## 血統表
| ダイタクバートラムの血統        | ダイタクバートラムの血統                          | ダイタクバートラムの血統                          | （血統表の出典）                                  | （血統表の出典） |
| 父系                            | サンデーサイレンス系/ヘイロー系                   | サンデーサイレンス系/ヘイロー系                   | サンデーサイレンス系/ヘイロー系                   | [ § 2 ]          |
| 父 ダンスインザダーク 1993 鹿毛 | 父の父* サンデーサイレンス 1986 青鹿毛            | Halo                                              | Hail to Reason                                    | Hail to Reason   |
| 父 ダンスインザダーク 1993 鹿毛 | 父の父* サンデーサイレンス 1986 青鹿毛            | Halo                                              | Cosmah                                            |                  |
| 父 ダンスインザダーク 1993 鹿毛 | 父の父* サンデーサイレンス 1986 青鹿毛            | Wishing Well                                      | Understanding                                     | Understanding    |
| 父 ダンスインザダーク 1993 鹿毛 | 父の父* サンデーサイレンス 1986 青鹿毛            | Wishing Well                                      | Mountain Flower                                   |                  |
| 父 ダンスインザダーク 1993 鹿毛 | 父の母* ダンシングキイ 1983 鹿毛                  | Nijinsky II                                       | Northern Dancer                                   | Northern Dancer  |
| 父 ダンスインザダーク 1993 鹿毛 | 父の母* ダンシングキイ 1983 鹿毛                  | Nijinsky II                                       | Flaming Page                                      |                  |
| 父 ダンスインザダーク 1993 鹿毛 | 父の母* ダンシングキイ 1983 鹿毛                  | Key Partner                                       | Key to the Mint                                   | Key to the Mint  |
| 父 ダンスインザダーク 1993 鹿毛 | 父の母* ダンシングキイ 1983 鹿毛                  | Key Partner                                       | Native Partner                                    |                  |
| 母 スプリングネヴァー 1992 栗毛 | 母の父サクラユタカオー 1982 栗毛                  | * テスコボーイ                                    | Princely Gift                                     | Princely Gift    |
| 母 スプリングネヴァー 1992 栗毛 | 母の父サクラユタカオー 1982 栗毛                  | * テスコボーイ                                    | Suncourt                                          |                  |
| 母 スプリングネヴァー 1992 栗毛 | 母の父サクラユタカオー 1982 栗毛                  | アンジェリカ                                      | * ネヴァービート                                  | * ネヴァービート |
| 母 スプリングネヴァー 1992 栗毛 | 母の父サクラユタカオー 1982 栗毛                  | アンジェリカ                                      | スターハイネス                                    |                  |
| 母 スプリングネヴァー 1992 栗毛 | 母の母ネヴアーイチバン 1971 黒鹿毛                | * ネヴァービート                                  | Never Say Die                                     | Never Say Die    |
| 母 スプリングネヴァー 1992 栗毛 | 母の母ネヴアーイチバン 1971 黒鹿毛                | * ネヴァービート                                  | Bride Elect                                       |                  |
| 母 スプリングネヴァー 1992 栗毛 | 母の母ネヴアーイチバン 1971 黒鹿毛                | ミスナンバイチバン                                | * ハロウェー                                      | * ハロウェー     |
| 母 スプリングネヴァー 1992 栗毛 | 母の母ネヴアーイチバン 1971 黒鹿毛                | ミスナンバイチバン                                | * スタイルパッチ                                  |                  |
| 母系(F-No.)                     | (FN:8-g)                                          | (FN:8-g)                                          | (FN:8-g)                                          | [ § 3 ]          |
| 5代内の近親交配                 | ネヴァービート 4･3（母内）、Nasrullah 5･5（母内） | ネヴァービート 4･3（母内）、Nasrullah 5･5（母内） | ネヴァービート 4･3（母内）、Nasrullah 5･5（母内） | [ § 4 ]          |
| 出典                            | 1. 2. 3. 4.                                       | 1. 2. 3. 4.                                       | 1. 2. 3. 4.                                       | 1. 2. 3. 4.      |